# Olivia Parkerová
Olivia Parkerová (nepřechýleně Olivia Parker; * 1941 Boston) je americká fotografka.

## Životopis
Parkerová se zajímá o paralely mezi uměním a vědou. Než se začala věnovat fotografii zátiší, vystudovala historičku umění a také produkovala obrazy podle tradice holandských a španělských zátiší ze 17. století.
Její fotografie nalezených předmětů byly popsány jako „poetické a „snové. Retrospektivní výstava děl umělkyně s názvem Order of Imagination: The Photographs of Olivia Parker se konala v Peabody Essex Muzeu v roce 2019. Výstavu doprovázel katalog k výstavě.
Parkerová byla uvedena do Mezinárodní fotografické síně slávy v roce 2019 spolu s Ralphem Gibsonem, Elliottem Erwittem, Mary Ellen Markovou a dalšími.

## Sbírky
Dílo Parkerové je zahrnuto ve sbírkách jako jsou například galerie: Muzeum umění Houston, Museum of Fine Arts, Boston, Muzeum výtvarného umění v Bostonu, Muzeum moderního umění v New Yorku a Peabody Essex Museum.